# Jan Wilhelm Kassyusz
Jan Wilhelm Kassyusz (7. března 1787 Poznaň – 8. listopadu 1848 Chobienice) byl polský kalvínský duchovní, pedagog a národní buditel.

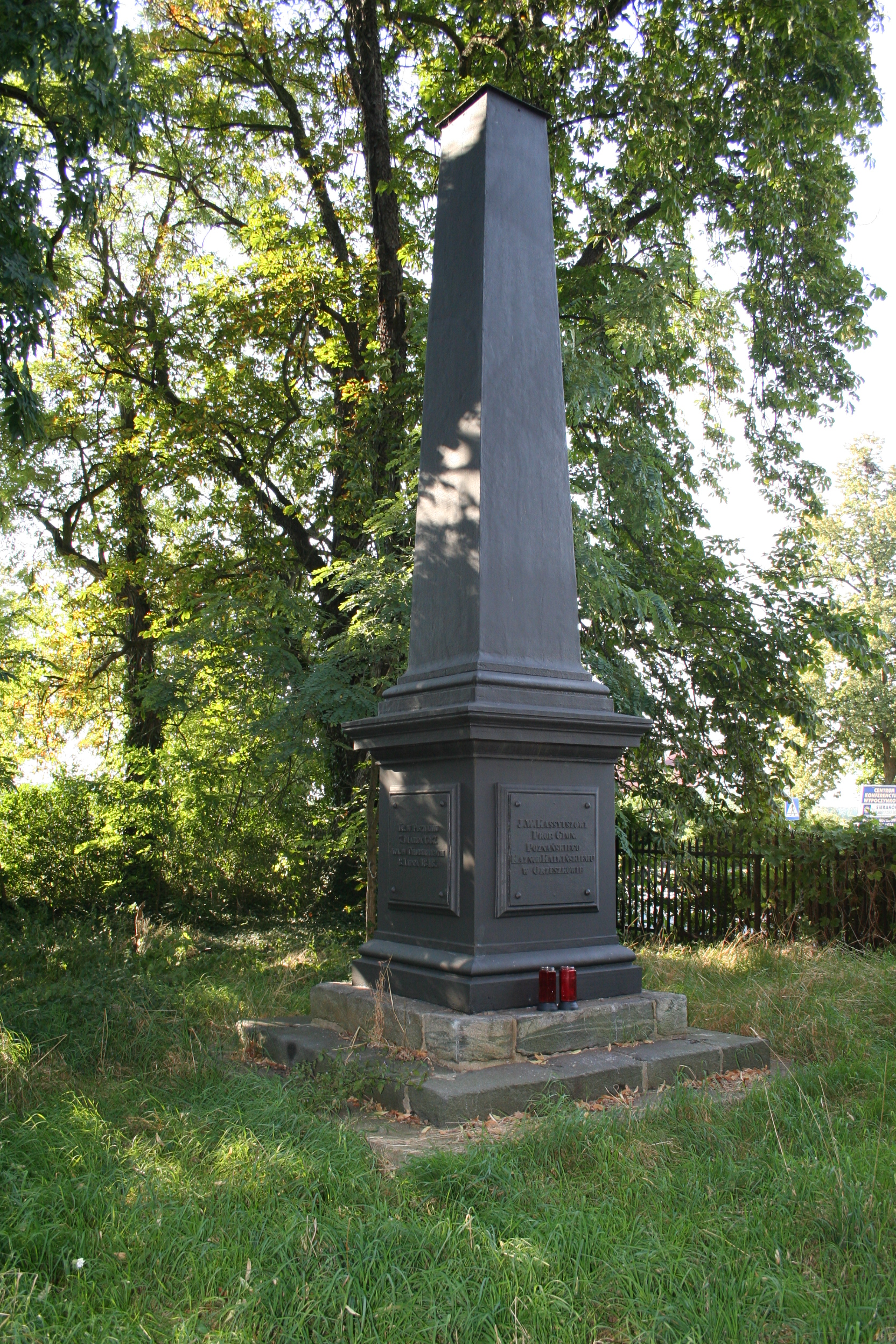
Kassyuszův náhrobek v Orzeszkowě

Pocházel z rodu českých bratrských exulantů. V letech 1810–1848 byl farářem v Orzeszkowě, kde je i pohřben. Vedle své práce farářské učil na gymnáziu v Poznani.